# Les Aventures de Denis
Les Aventures de Denis (en russe : Денискины рассказы, Deniskiny rasskazy) une série de nouvelles de l'écrivain soviétique Viktor Dragounski. Elle est consacrée aux événements de la vie d'un enfant de huit ans, Denis Korablev, à l'image du fils de l'auteur Denis Dragounski. L'histoire se situe à Moscou à la fin des années 1950 et dans les années 1960. Apparaissant dans la presse depuis 1959, les histoires sont devenues des classiques de la littérature pour enfants soviétiques. Elles ont été réimprimées à plusieurs reprises et adaptées à l'écran. Le nombre total d'histoires s'élève à une centaine environ. Le livre fait partie de la liste des 100 livres pour les élèves en fédération de Russie (par ordre alphabétique : deuxième colonne no 46).